# Chiltern Hills

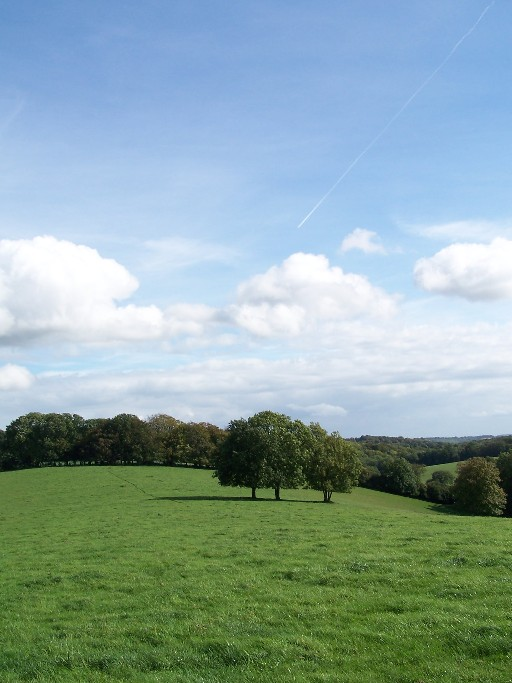
Chiltern Hills

De Chiltern Hills of Chilterns is de naam van een uit krijtgesteente bestaande heuvelrug en National Landscape in Engeland, ongeveer halverwege tussen Londen en Oxford. Het gebied is zo'n 74 km lang en tot 18 km breed. Het is onderdeel van de Chalk Group, waar ook het Isle of Wight en de South Downs deel van uitmaken. Het hoogste punt van de Chiltern Hills ligt op 275 m boven zeeniveau. In en om de Chilterns (Dorchester-on-Thames, Henley-on-Thames, Goring, Thame, Ewelme, Watlington, Lewknor, Amersham, Beaconsfield, Chesham en Great Missenden) werden opnames gemaakt voor de tv-serie Midsomer Murders.